# آندره آ رایلی
آندره آ رایلی (انگلیسی: Andrea Riley؛ زادهٔ ۲۲ ژوئیهٔ ۱۹۸۸) بازیکن بسکتبال اهل ایالات متحده آمریکا است.
از باشگاه‌هایی که در آن بازی کرده‌است می‌توان به فینکس مرکوری اشاره کرد.